# Tanja Bergkvist
Tanja-Helena Dessislava Bergkvist, född 3 januari 1974 i Lund, är en svensk matematiker, bloggare och debattör i genusfrågor.

## Biografi
Bergkvist blev filosofie doktor i matematik vid Stockholms universitet 2007. Hon har sedan tidigare en filosofie kandidat-examen i slaviska språk från Göteborgs universitet. Sedan sin disputation 2007 har Bergkvist varit lärare vid KTH, Stockholms universitet och Uppsala universitet, gästlektor vid Sigtunaskolan Humanistiska Läroverket och forskare vid FOI. Hon var 2011-2014 verksam vid KTH.
Tanja Bergkvists mor är bulgar och hennes far svensk. Föräldrarna träffades som radioamatörer och fysikstudenter på 1960-talet. Under uppväxten tillbringade Bergkvist varje sommarlov i Bulgarien.
Bergkvist medverkade 2003 i Vetenskapens världs dokumentär om Arkimedes samt i två program i UR-serien "Jorden är platt" (matematik och växters geometri samt matematik och arkitektur) från 2004.
I samhällsdebatten debuterade Bergkvist 2008 med artiklarna "Genusvetare förvirrar barnen" och "Vetenskap eller galenskap" på Svenska Dagbladets debattsida Brännpunkt. Hon har bland annat medverkat i TV4 Nyhetsmorgon, Sveriges Radios program Filosofiska rummet i debatt om genuscertifieringen samt i paneldebatt i riksdagen om jämställdhet i skolan. År 2010 tilldelades hon stipendiet till professor Gunnar Heckschers minne av den borgerliga studentföreningen Heimdal med motiveringen ”För att med humor, kraft och brinnande engagemang verkat i opinionsbildande syfte mot den allt mer långtgående genusfixeringen i forskning och samhällsdebatt.” År 2011 höll Bergkvist en föreläsning på FreedomFest i Stockholm under rubriken Genusvansinne och fördumningsindustri.